# João Pedro de Magalhães
João Pedro de Magalhães (nascido no Porto), é um microbiólogo português, Ph.D.. Lidera o Integrative Genomics of Aging Group do Instituto de Biologia Interrogativa da Universidade de Liverpool no Reino Unido.

## Biografia
João Pedro de Magalhães formou-se em microbiologia pela Escola Superior de Biotecnologia em sua cidade natal, Porto, Portugal, em 1999. Sua primeira experiência em um ambiente de trabalho foi como estagiário entre 1998 e 1999 no grupo de pesquisa UniGene no Instituto de Biologia Molecular e Celular no Porto, onde trabalhou na doença de Machado-Joseph, uma doença neurológica, sob a supervisão de Jorge Sequeiros.
 
Como um doutorado foi atrás de seu sonho de desvendar os mecanismos de envelhecimento, juntando o grupo de envelhecimento e estresse na Universidade de Namur na Bélgica. Com Olivier Toussaint como seu conselheiro, seu trabalho abrangeu de 1999 - 2004 mecanismos moleculares de senescência celular e resposta ao estresse oxidativo para, modelos evolutivos do envelhecimento, e análises de redes de genes.
 
Fascinado pelo genoma e seu sequenciamento pelas oportunidades abertas, João Pedro de Magalhães, em seguida, fez um pós-doutorado 2004-2008 com o pioneiro genómica, George Church, na Harvard Medical School, em Boston, EUA. Ele desenvolveu abordagens de alto rendimento para estudar o envelhecimento, incluindo ferramentas computacionais e bancos de dados, modelos estatísticos de mortalidade e métodos genómica comparativa para investigar a evolução da longevidade.